# Trouble (canción de Leona Lewis)
«Trouble» —español: «Problema»— es una canción interpretada por la cantante británica Leona Lewis, lanzada como segundo sencillo de su tercer álbum de estudio, Glassheart (2012). Fue inspirada por el rompimiento de la relación amorosa entre Lewis y Lou Al-Chamaa, y cuenta con la colaboración del rapero estadounidense Childish Gambino. La canción fue compuesta por Hugo Chegwin, Harry Craze, Shahid Khan, Lewis, Emeli Sandé y Fraser T. Smith, con un medio tempo producido por Khan, bajo su nombre artístico Naughty Boy, y Smith. La canción marca nuevos estilos para Lewis, combinando elementos del hip hop y trip hop. Gambino hace su aparición en la canción con un poético rap.
«Trouble» toma influencias del dúo Massive Attack. Su estreno fue realizado el 21 de agosto de 2012 en la BBC Radio 1's Breakfast con Scott, dándola a conocer como la segunda canción "conocida" hasta este entonces de Glassheart, luego del primer sencillo «Collide», con la colaboración del productor y DJ Avicii.
Sony Music público el sencillo de manera mundial el 7 de octubre de 2012, días previos al lanzamiento del álbum.

## Antecedentes
Lewis comenzó planeando a Glassheart en junio de 2010, luego del término de su primera gira por Reino Unido e Irlanda The Labyrinth Tour. El primer sencillo del álbum «Collide» con Avicii fue lanzado el 15 de julio de 2011, pero su sello discográfico Syco Music había lanzado originalmente a «Collide» sin Avicii, pero el mismo DJ dio a conocer tras una demanda, que la canción en cuestión contenía elementos de su canción Penguin. Luego de unas semanas, «Collide» fue relanzado incluyendo la colaboración de Avicii. Glassheart iba a ser originalmente lanzado en noviembre de 2011, siguiendo al estreno del sencillo «Collide», pero Lewis decidió que su lanzamiento fuese a fines de 2012, debido a querer continuar con grabaciones de este mismo.
«Trouble» es una de dos canciones que grabó con Emeli Sandé y Naughty Boy para Glassheart, el otro título es «Mountains», que fue grabada por la propia Sandé para su primer álbum de estudio Our Version of Events (2012). Durante una entrevista con Digital Spy en septiembre de 2011, Lewis confirmó a «Trouble» como segundo sencillo: "Si, Yo pienso que '«Trouble»' debería ser el segundo sencillo. No puedo esperar para que lo escuchen. Estoy realmente emocionada. lo amo." Una nueva versión de la canción con el rapero americano Childish Gambino fue estrenada el 21 de agosto de 2012.
De acuerdo con Music Week, Sony Music quiso que el lanzamiento oficial del sencillo fuese publicado el mismo día a nivel mundial. «Trouble» fue tocado dos veces antes de su estreno, la primera en Music Week magazine, con otras canciones como «Come Alive» y «Unlove Me», mientras que su segunda vez fue en Pop Justice el 16 de agosto de 2012.

## Composición y letra
«Trouble» es una canción con un medio tiempo escrito por Lewis, junto a un colectivo de compositores británicos, entre ellos: Hugo Chegwin, Harry Craze, Shahid Khan, Emeli Sandé y Fraser T. Smith. Esto marca un cambio notable en la dirección de Lewis, que combina elementos de trip hop y hip hop, con una impulsada instrumental. El representante y ejecutivo de Sony Music describió la canción como una combinación de "Sandé" y la "destreza vocal" de Lewis, afirmando que Lewis y Sande tienen una "química asesina". Takhar dijo que la canción también presenta una vocal "emocional y cruda". El tono y el estado de ánimo de la canción es etéreo.
En un comunicado de prensa, Lewis explicó el propósito y el significado detrás de «Trouble», ella dijo:. "Cuenta la historia de amor que va mal y se convierte con aspectos destructivos, de los cuales todos nos podemos relacionar. Es una canción muy emotiva y conmovedora que tienen una conexión real". De acuerdo con Sunday Mirror, «Trouble» fue inspirado por la ruptura de Lewis y su exnovio de la infancia Lou Al-Chamaa, Letras que hacen referencia a su relación con Chamaa y que incluye las líneas: "Le dije que nunca se acostumbrara a mí, yo me quedo despierta mientras se queda dormido. Soy un montón de problemas, estamos en un montón de problemas..."
Durante una entrevista con Digital Spy, Lewis explicó además que estaba inspirado e influenciado por Massive Attack. El editor de The Sun, Gordan, también recogió las similitudes, y señaló que «Trouble» suena similar a «Unfinished Sympathy» (1991) y «Teardrop» (1998) de Massive Attack. Michael Cragg de The Guardian, dijo que «Trouble» mostraba similitudes con el sencillo de Sandé «Heaven».

## Video musical
El video musical para «Trouble», comenzó su producción el 22 de agosto de 2012. Lewis confirmó al actor de Teen Wolf Colton Haynes como parte de su video. Esta es la segunda vez que Lewis ha contratado a un actor de Hollywood para jugar un interés amoroso, previamente con Chace Crawford como su galán en el video de «I Will Be» (2007). De acuerdo con MSN, Haynes fue elegido debido a su resemblence físico con el exnovio de Lewis Lou al-Chamaa, quien se cree que es la inspiración para la canción.
Filmado en Los Ángeles, el clip ve la relación entre Haynes y Lewis desarrollándose en varios escenarios. Las fotos en conjunto muestran a la pareja vestida con un pijama, comiendo, y finalmente, bailando en un bar de la azotea, mientras que otros disfrutan de sus bebidas. En la escena en la azotea, Lewis lleva un vestido de color turquesa dejando ver parte de su cuerpo, por su parte Haynes lleva una camisa a cuadros y jeans. Haynes confirmó que el rodaje se completó en sólo un día. El 29 de agosto de 2012, la letra oficial de la canción fue subida a la página de Lewis en YouTube. El 14 de septiembre de 2012, el video oficial fue cargado a su cuenta en VEVO de Youtube. El detrás de cámaras del video, fue subido el 4 de octubre de 2012.

## Promoción
El 14 de agosto de 2012, fue entregado un boletín informático para todos los fanes aspirantes a músicos, con la información de crear una remezcla exclusiva para el sencillo. Lewis dijo a sus seguidores,

No puedo esperar para que ustedes comiencen el remix de «Trouble». Es una canción tan importante para mí y sé que van a poner todos sus talentos creativos en ella! Estoy ansiosa de escuchar lo que se les ocurrió y no se olviden que se podrán ganar grandes premios también!

Lewis y Fraser T. Smith (coproductor y coescritor de la canción) fueron los jueces y que finalmente tomaron como ganador a Matty Graham, cuya remezcla forma parte del Extended Play del sencillo y publicada en los sitios web MyPlayDirect.com y LeonaLewis.co.uk.
Lewis presentó «Trouble» en vivo en la novena temporada del programa The X Factor de Reino Unido, el mismo que lanzó la carrera de Lewis a la fama hace siete años antes. El sitio Music Week fue el primero en revelar que Lewis llevaría una presentación el fin de semana del 6 y 7 de octubre, inmediatamente antes de lanzamiento de la canción. El 12 de octubre, Lewis se presentó en Alan Carr: Chatty Man, y un día después en G-A-Y nightclub de Londres. Finalmente Lewis participó en la segunda temporada y noche final del show The Voice de Alemania, en dónde realizó un dueto con el finalista Michael Lane.
Durante mayo y abril de 2013 «Trouble» fue interpretada como la séptima canción de la gira de Lewis, The Glassheart Tour.

## Formato
- Digitales

| Extended Play |                                                                      |          |  |
| N.º           | Título                                                               | Duración |  |
| 1.            | «Trouble» (con Childish Gambino)                                     | 3:42     |  |
| 2.            | «Trouble» (accoustic)                                                | 3:41     |  |
| 3.            | «Trouble» (con Childish Gambino) (Wookie Remix)                      | 3:05     |  |
| 4.            | «Trouble» (Wideboys Radio Mix)                                       | 3:46     |  |
| 5.            | «Trouble» (Matty Graham Remix) (Leona Lewis Music Store Bonus Track) | 3:56     |  |

| Album version |           |          |  |
| N.º           | Título    | Duración |  |
| 1.            | «Trouble» | 3:41     |  |

- Materiales

| Sencillo en CD |                                  |          |  |
| N.º            | Título                           | Duración |  |
| 1.             | «Trouble» (con Childish Gambino) | 3:42     |  |
| 2.             | «Trouble» (Acoustic)             | 3:41     |  |

## Funcionamiento en las listas
Según la edición semanal del 14 de octubre de 2012 de The Official UK Charts Company, «Trouble» debutó en la séptima posición en la principal lista del Reino Unido, UK Singles Chart, donde se convirtió en el novento top diez de Lewis.

## Rankings

### Semanales
| Europa        |                   |    |        |
| Alemania      | Top 100 canciones | 27 |        |
| Austria       | Top 75 canciones  | 32 |        |
| Escocia       | Top 100 canciones | 8  | [ 35 ] |
| Irlanda       | Top 50 canciones  | 21 |        |
| Reino Unido   | UK R&B Chart      | 2  | [ 36 ] |
| Reino Unido   | Top 75 canciones  | 7  | [ 37 ] |
| Suiza         | Top 75 canciones  | 75 |        |
| Asia          |                   |    |        |
| Corea del Sur | Gaon Chart        | 23 | [ 38 ] |
| Oceanía       |                   |    |        |
| Australia     | Top 50 canciones  | 75 | [ 39 ] |

## Historial de lanzamientos
| Región       | Fecha                   | Formato                               | Discografía | Ref.   |
| ------------ | ----------------------- | ------------------------------------- | ----------- | ------ |
| Reino Unido  | 21 de agosto de 2012    | Estreno radial                        | Syco Music  | [ 40 ] |
| Irlanda      | 5 de octubre de 2012    | Digital Extended play                 | Sony Music  | [ 41 ] |
| Austria      | 7 de octubre de 2012    | Digital Extended play                 | Sony Music  | [ 42 ] |
| Países Bajos | 7 de octubre de 2012    | Digital Extended play                 | Sony Music  | [ 43 ] |
| Reino Unido  | 7 de octubre de 2012    | Digital Extended play                 | Syco Music  |        |
| Alemania     | 14 de diciembre de 2012 | Sencillo en CD, Digital Extended play | Sony Music  | [ 44 ] |
| Países Bajos | 14 de diciembre de 2012 | Sencillo digital                      | Sony Music  | [ 45 ] |